# Амлодипин
Амлодипи́н — блокатор медленных кальциевых каналов 2-го поколения, оказывает антиангинальное и гипотензивное действие. Препарат является смесью стереоизомеров.
 Фармакологически активным является Левамлодипин (S-амлодипин).
Левамлодипин (S-амлодипин) — активный левовращающий изомер амлодипина — блокатор медленных кальциевых каналов L-типа. Блокирует поступление ионов кальция через мембраны в гладкомышечные клетки миокарда и сосудов. R-амлодипин — активный правовращающий изомер, который отвечает за антисклеротические, антиоксидантные и антипролиферативные свойства препарата. Механизм гипотензивного действия обусловлен снижением тонуса сосудистой стенки. Антиангинальный эффект реализуется за счёт уменьшения общего периферического сопротивления ОПСС, постнагрузки, потребности миокарда в кислороде, снижения тонуса коронарных сосудов и предотвращения вазоспастических реакций. После приёма внутрь хорошо всасывается, абсолютная биодоступность составляет 64—80 %.
Период полувыведения составляет 35—50 ч, что позволяет в виде фармакологического препарата применять 1 раз в сутки.

## Фармакологические свойства
Производное дигидропиридина — БМКК 2 поколения, оказывает антиангинальное и гипотензивное действие. Связываясь с дигидропиридиновыми рецепторами, блокирует кальциевые каналы, снижает трансмембранный переход Ca2+ в клетку (в большей степени в гладкомышечные клетки сосудов, чем в кардиомиоциты). Антиангинальное действие обусловлено расширением коронарных и периферических артерий и артериол: при стенокардии уменьшает выраженность ишемии миокарда; расширяя периферические артериолы, снижает ОПСС, уменьшает постнагрузку на сердце, снижает потребность миокарда в кислороде. Расширяя главные коронарные артерии и артериолы в неизмененных и в ишемизированных зонах миокарда, увеличивает поступление кислорода в миокард (особенно при вазоспастической стенокардии); предотвращает развитие констрикции коронарных артерий (в том числе вызванной курением). У больных стенокардией разовая суточная доза увеличивает время выполнения физической нагрузки, замедляет развитие стенокардии и «ишемической» депрессии сегмента S-T, снижает частоту приступов стенокардии и потребления нитроглицерина. Оказывает длительный дозозависимый гипотензивный эффект. Гипотензивное действие обусловлено прямым вазодилатирующим влиянием на гладкие мышцы сосудов. При артериальной гипертензии разовая доза обеспечивает клинически значимое снижение артериального давления на протяжении 24 часов (в положении больного «лежа» и «стоя»). Не вызывает резкого снижения артериального давления, снижения толерантности к физической нагрузке, фракции выброса левого желудочка. Уменьшает степень гипертрофии миокарда левого желудочка, оказывает антиатеросклеротическое и кардиопротекторное действие при ишемической болезни сердца. Не повышает риска смерти у пациентов, страдающих хронической сердечной недостаточностью (III—IV класс по NYHA), на фоне терапии дигоксином, диуретиками и ингибиторами АПФ. Не оказывает влияния на сократимость и проводимость миокарда, не вызывает рефлекторного увеличения частоты сердечных сокращений, тормозит агрегацию тромбоцитов, повышает скорость клубочковой фильтрации, обладает слабым натрийуретическим действием. При диабетической нефропатии не увеличивает выраженность микроальбуминурии. Не оказывает неблагоприятных влияний на обмен веществ и липиды плазмы. Время наступления эффекта — 2-4 часа; длительность — 24 часа.

### Фармакокинетика
Абсорбция — медленная, не зависит от приема пищи, составляет около 90 %, биодоступность — 60-65 %. TCmax при пероральном приеме — 6-12 ч. При постоянном приеме Css создается через 7-8 дней. Объем распределения — 21 л/кг. Связь с белками плазмы — 90-97 %. Проникает через гематоэнцефалический барьер. Интенсивно (90 %) метаболизируется в печени с образованием неактивных метаболитов, имеет эффект «первого прохождения» через печень. T1/2 в среднем — 35 ч. Общий клиренс — 500 мл/мин. T1/2 у больных с артериальной гипертензией — 48 ч, у пожилых пациентов увеличивается до 65 ч, при печеночной недостаточности — до 60 ч, сходные параметры увеличения T½ наблюдаются и при тяжелой хронической сердечной недостаточности, при нарушении функции почек — не изменяется. При гемодиализе не удаляется. Выводится почками — 60 % в виде метаболитов, 10 % в неизмененном виде; с желчью и через кишечник — 20-25 % в виде метаболитов, а также с грудным молоком.

## Эффективность и безопасность
Амлодипин — более безопасный по сравнению с другим антагонистом кальция — нифедипином — последний увеличивает риск внезапной остановки сердца, а амлодипин и в высоких дозах не имеет такого эффекта.

## Показания
Артериальная гипертензия, стенокардия напряжения, вазоспастическая стенокардия, ишемическая болезнь сердца (ангиографически подтвержденная), в том числе с хронической сердечной недостаточностью или снижением фракции выброса менее 40 % (с целью снижения риска госпитализации по поводу стенокардии или процедуры реваскуляризации).

## Противопоказания
Гиперчувствительность (в том числе к др. дигидропиридинам), тяжелая артериальная гипотензия, беременность, период лактации.
C осторожностью следует применять при следующих состояниях: артериальная гипотензия, аортальный стеноз, хроническая сердечная недостаточность, печеночная недостаточность, острый инфаркт миокарда (и в течение 1 месяца после), гипертрофическая кардиомиопатия (субаортальный стеноз), митральный стеноз, синдром слабости синусового узла, возраст до 18 лет (эффективность и безопасность применения не установлены), пожилой возраст.

## Беременность и кормление грудью

### Беременность
Адекватных и строго контролируемых исследований по безопасности применения амлодипина при беременности не проведено. Неизвестно, оказывает ли препарат немедленное или отсроченное неблагоприятное воздействие на плод.
Применение во время беременности противопоказано.

### Кормление грудью
Данные, свидетельствующие о выведении амлодипина с грудным молоком отсутствуют. Однако известно, что другие блокаторы медленных кальциевых каналов (производные дигидропиридина) выделяются с грудным молоком.
Необходимо отказаться от грудного вскармливания в случае назначения амлодипина.

## Побочные эффекты
Со стороны нервной системы
Головная боль, головокружение, чрезмерная утомляемость, сонливость, изменение настроения, судороги; редко — потеря сознания, гипестезия, парестезии, тремор, астения, недомогание, бессонница, нервозность, депрессия, необычайные сновидения, тревога; очень редко — атаксия, апатия, ажитация, амнезия.
Со стороны пищеварительной системы
Тошнота, боль в животе; гипербилирубинемия, желтуха, повышение активности «печеночных» трансаминаз; редко — сухость во рту, анорексия, рвота, запор или диарея, диспепсия, метеоризм, довольно часто гиперплазия (фиброматоз) дёсен; очень редко — гастрит, повышение аппетита, панкреатит.
Со стороны сердечно-сосудистой системы
Сердцебиение, отёки лодыжек и стоп, одышка, «приливы» крови к лицу, редко — нарушения ритма (брадикардия, желудочковая тахикардия, трепетание предсердий), боль в грудной клетке, снижение артериального давления, ортостатическая гипотензия; очень редко — развитие или усугубление сердечной недостаточности, экстрасистолия, мигрень.
Со стороны мочеполовой системы
Редко — поллакиурия, болезненные позывы на мочеиспускание, никтурия, нарушение сексуальной функции (в том числе снижение потенции); очень редко — дизурия, полиурия.
Со стороны опорно-двигательного аппарата
Редко — артралгия, артроз, миалгия (при длительном применении); очень редко — миастения.
Со стороны кожных покровов
Отёчность; очень редко — ксеродермия, алопеция, дерматит, пурпура.
Аллергические реакции
Кожный зуд, сыпь (в том числе эритематозная, макулопапулезная сыпь, крапивница).
Прочие
Редко — нарушение зрения, конъюнктивит, диплопия, боль в глазах, нарушение аккомодации, ксерофтальмия, звон в ушах, гинекомастия, боль в спине, ощущение жара и «приливов» крови к лицу, озноб, увеличение массы тела, диспноэ, носовое кровотечение, повышенное потоотделение, жажда; очень редко — холодный липкий пот, кашель, ринит, паросмия, извращение вкуса, гипергликемия, разрастание (гиперплазия) дёсен.

## Передозировка
Симптомы передозировки — чрезмерная периферическая вазодилатация, снижение артериального давления, тахикардия.
Лечение — промывание желудка, назначение активированного угля, поддержание функций сердечно-сосудистой системы, контроль показателей функции сердца и легких, возвышенное положение конечностей, контроль за ОЦК и диурезом, симптоматическая и поддерживающая терапия, внутривенное введение глюконата кальция и допамина. Гемодиализ неэффективен.

## Особые указания
Безопасность применения при беременности и лактации не установлена. Опыт применения у детей отсутствует. Во время лечения необходимо контролировать массу тела и наблюдаться у стоматолога (для предотвращения болезненности, кровоточивости и гиперплазии десен). Амлодипин не влияет на плазменные концентрации K+, глюкозы, триглицеридов, общего холестерина, ЛПНП, мочевой кислоты, креатинина и азота мочевины. Несмотря на отсутствие у БМКК синдрома «отмены», перед прекращением лечения рекомендуется постепенное уменьшение доз.

## Взаимодействие
Ингибиторы микросомального окисления повышают концентрацию амлодипина в плазме, усиливая риск развития побочных эффектов, а индукторы (лат. inductor, возбудитель) микросомальных ферментов печени уменьшают. Гипотензивный эффект ослабляют НПВП, особенно индометацин, (задержка Na+ и блокада синтеза Pg почками), альфа-адреностимуляторы, эстрогены (задержка Na+), симпатомиметики. Тиазидные и «петлевые» диуретики, бета-адреноблокаторы, верапамил, ингибиторы АПФ и нитраты усиливают антиангинальный и гипотензивный эффекты. Амиодарон, хинидин, альфа1-адреноблокаторы, антипсихотические лекарственные средства (нейролептики) и БМКК могут усиливать гипотензивное действие. Не оказывает влияние на фармакокинетические параметры дигоксина и варфарина. Циметидин не влияет на фармакокинетику амлодипина. При совместном применении с препаратами Li+ возможно усиление проявлений их нейротоксичности (тошнота, рвота, диарея, атаксия, тремор, шум в ушах). Препараты Ca2+ могут уменьшить эффект БМКК. Прокаинамид, хинидин и др. лекарственные средства, вызывающие удлинение интервала QT, усиливают отрицательный инотропный эффект и могут повышать риск значительного удлинения интервала QT.
Рандомизированное исследование препарата под эгидой министерства здравоохранения США проводилось в рамках ALLHAT.